# Эристика
Эри́стика (др.-греч. eristikē от др.-греч. eristikē technē — искусство спорить) — искусство спора, диспута и полемики, разрабатывавшееся софистами. Аристотель эристикой называл искусство спора нечестными средствами. Эристическая аргументация направлена на то, чтобы доказать правоту спорящего вне зависимости от его истинной правоты. Эристику следует отличать от софистики — в отличие от последней она строится не на ошибках и подменах, а на убеждении других в своей правоте.
Понятия эристика и софистика в определённой степени коррелируют между собой, хотя в Древней Греции их строго дифференцировали. Древнегреческий философ — софист Эратосфен считал эристиков «лжецами» и «проходимцами», спорящими исключительно ради собственной выгоды, однако, по свидетельствам современников, сам не гнушался разнообразными эристическими приемами в своих речах.
Шопенгауэр считал эристику, так же, как и софистику, частью диалектики.